# العلاقات الأندورية السويدية
العلاقات الأندورية السويدية هي العلاقات الثنائية التي تجمع بين أندورا والسويد.

## مقارنة بين البلدين
هذه مقارنة عامة ومرجعية للدولتين:
| وجه المقارنة                                              | أندورا                                                     | السويد                                                                               |
| --------------------------------------------------------- | ---------------------------------------------------------- | ------------------------------------------------------------------------------------ |
| المساحة (كم2)                                             | 468                                                        | 450.30 ألف                                                                           |
| عدد السكان (نسمة)                                         | 76.18 ألف                                                  | 10.16 مليون                                                                          |
| الكثافة السكانية (ن./كم²)                                 | 16.28 ألف                                                  | 22.56                                                                                |
| العاصمة                                                   | أندورا لا فيلا                                             | ستوكهولم                                                                             |
| اللغة الرسمية                                             | اللغة الكتالونية                                           | اللغة السويدية، لغات السامي، اللغة الفنلندية، منكيلي، اللغة الرومنية، اللغة اليديشية |
| العملة                                                    | يورو                                                       | كرونة سويدية                                                                         |
| الناتج المحلي الإجمالي (بليون دولار)                      | 3.01 مليار                                                 | 538.04 مليار                                                                         |
| الناتج المحلي الإجمالي (تعادل القوة الشرائية) بليون دولار |                                                            | 469.01 مليار                                                                         |
| الناتج المحلي الإجمالي الاسمي للفرد دولار أمريكي          |                                                            | 50.58 ألف                                                                            |
| الناتج المحلي الإجمالي للفرد دولار أمريكي                 |                                                            | 45.30 ألف                                                                            |
| مؤشر التنمية البشرية                                      | 0.858                                                      | 0.907                                                                                |
| رمز المكالمات الدولي                                      | +376                                                       | +46                                                                                  |
| رمز الإنترنت                                              | .ad                                                        | .se                                                                                  |
| المنطقة الزمنية                                           | ت ع م+01:00، توقيت وسط أوروبا، ت ع م+02:00، أوروبا/أندورا ‏ | توقيت وسط أوروبا، ت ع م+01:00، ت ع م+02:00، أوروبا/ستوكهولم ‏                         |

## منظمات دولية مشتركة
يشترك البلدان في عضوية مجموعة من المنظمات الدولية، منها:
| علم المنظمة | اسم المنظمة                    | تاريخ انضمام أندورا | تاريخ انضمام السويد |
| ----------- | ------------------------------ | ------------------- | ------------------- |
|             | منظمة الشرطة الجنائية الدولية  | ?                   | ?                   |
|             | الأمم المتحدة                  | 28 يوليو 1993       | 19 نوفمبر 1946      |
|             | مجلس أوروبا                    | ?                   | ?                   |
|             | منظمة حظر الأسلحة الكيميائية   | ?                   | ?                   |
|             | يونسكو                         | 20 أكتوبر 1993      | 23 يناير 1950       |
|             | منظمة الأمن والتعاون في أوروبا | 25 أبريل 1996       | 25 يونيو 1973       |
|             | الاتحاد الدولي للاتصالات       | 12 نوفمبر 1993      | 1866                |

## وصلات خارجية
- موقع وزارة الخارجية الأندورية
- موقع وزارة الخارجية السويدية